# Паркинсон, Фил
Филипп Джон «Фил» Паркинсон (англ. Philip John "Phil" Parkinson; род. 1 декабря 1967, Чорли, Ланкашир) — английский экс-футболист, отыгравший большую часть своей карьеры за клуб «Рединг». В настоящее время главный тренер клуба «Рексем». За карьеру тренера добился четырех повышений в классе для четырех разных команд.

## Игровая карьера
Паркинсон, бывший стажёр «Саутгемптона», дебютировал в Футбольной лиге Англии в 1988 году в составе «Бери», а позже присоединился к «Редингу» за £50000 в июле 1992 года.

### «Рединг»
Паркинсон становился лучшим игроком сезона два года подряд (1997/98 и 1998/99), а также был одним из ключевых игроков в сезоне 1993/94 Второго дивизиона Футбольной лиги в составе команды-победителя. Он был капитаном команды в сезоне 2001/02, по итогам которого «Рединг» был повышен в классе. Вскоре после достижения успеха Паркинсон провёл памятный выставочный матч на стадионе «Мадейски», где 20 тысяч болельщиков наблюдали за игрой бывших футболистов «Рединга», таких как Шака Хислоп, Майкл Гилкс и Джефф Хопкинс, соперником была Англия XI, за которую играли такие футболисты, как Пол Гаскойн, Джон Барнс и Крис Уоддл.
Хотя Паркинсон редко выходил на поле в своём последнем сезоне, когда «Рединг» вернулся в первый дивизион, он оставался почётным членом команды до своего отъезда на «Лэйер Роад».
В ходе голосования для составления лучшей одиннадцатки «Роялс» Паркинсон был признан лучшим центральным полузащитником с 60,3 % голосов. О Паркинсоне по-прежнему поют на фанатских секторах (его песня «Пять Паркинсонов» поётся каждое Рождество).

## Тренерская карьера

### «Колчестер Юнайтед»
Паркинсон покинул «Рединг» в начале 2003 года после 11 сезонов, чтобы сделать свои первые шаги в тренерской деятельности с «Колчестер Юнайтед». Несмотря на обнадёживающие признаки вроде убережения «Ю’с» от вылета в феврале 2003 года, сезон 2003/04 начался плохо, так как «Колчестер» опустился в турнирной таблице после трёх последовательных поражений в лиге, облегчила ситуацию победа в Кубке лиги. Паркинсон, однако, смог мотивировать команду, она поднялась в чемпионате и достойно выступила в плей-офф. Возможно, команда сбавила темп к концу сезона, но сильное выступление в Кубке Англии и LDV внесли оптимизм в сердца болельщиков «Ю’с».
Сезон 2005/06 команда закончила на 2-м месте, что позволило получить продвижение в Чемпионшип, несмотря на самую низкую среднюю посещаемость в дивизионе. Однако он ушёл в отставку в июне 2006 года, не доработав год до окончания контракта.

### «Халл Сити»
Паркинсон был утверждён в качестве нового тренера «Халл Сити» в конце июня 2006 года после ухода Питера Тейлора. «Халл» согласился выплатить «Колчестеру» £400000 компенсации. Однако, когда он вывел «Халл» на матч против своего бывшего клуба, он был смущён, так как его бывший клуб выиграл дома со счётом 5:1. После очередного поражения в следующем матче у себя дома от «Саутгемптона» со счётом 4:2 он покинул клуб по обоюдному согласию в начале декабря, оставив «Халл» в зоне вылета.

### «Чарльтон Атлетик»
Паркинсон затем присоединился к «Чарльтону» в январе 2007 года в качестве помощника тренера Алана Пардью, ранее они вместе работали в «Рединге». Он был близок к возвращению к непосредственному тренерству с «Хаддерсфилд Таун» в апреле 2007 года, но в последнюю минуту решил остаться с «Чарльтоном». Паркинсон позже продлил контракт с «Чарльтоном» до 2010 года. После ухода Алана Пардью в ноябре 2008 года он был назначен исполняющим обязанности тренера и 31 декабря 2008 года стал главным тренером, несмотря на то, что не сумел выиграть ни один из своих восьми матчей в качестве и. о. Под его руководством «Чарльтон» был понижен в Третий дивизион Футбольной лиги впервые за почти 30 лет.
В Лиге Один «Чарльтон» начал очень хорошо, одержав победу в своих первых шести матчах, но серии был положен конец после ничьи 1:1 у себя дома в матче с «Саутгемптоном» Алана Пардью, помощником которого в своё время работал Паркинсон. «Чарльтон» продолжал выступать хорошо и претендовал на повышение до нового года, однако «Норвич Сити» догнал его, после этого команда ни разу не занимала второго места, финишировав четвёртой в лиге. В плей-офф им пришлось играть с «Суиндон Таун», первый матч был проигран со счётом 2:1 на «Каунти Граунд». Но во втором «Чарльтон» изменил ход событий, забив два гола, но «Суиндон» отыграл один мяч, и противостояние закончилось со счётом 3:3 по сумме двух матчей. «Суиндон» затем продолжил доминировать и выиграл по пенальти со счётом 5:4, оставив Паркинсона и его команду на ещё один сезон в Лиге Один. Не выиграв ни одной игры лиги с ноября, Паркинсон был уволен 4 января 2011 года, на следующий день после поражения со счётом 4:2 дома от «Суиндон Таун».

### «Брэдфорд Сити»
Паркинсон был назначен тренером «Брэдфорд Сити» 28 августа 2011 года. Паркинсон с тех пор выиграл приз тренера месяца в Лиге Два в декабре 2011 года после впечатляющих побед над претендентами на повышение: «Саутенд Юнайтед», «Шрусбери Таун» и «Кру Александра». Команда также хорошо сыграла в Джонстонс Пейнт Трофи, «Петухи» вышли в полуфинал Северного дивизиона, одержав впечатляющие победы над соперниками из Йоркшира «Шеффилд Уэнсдей» и «Шеффилд Юнайтед», а также триумф над местными конкурентами, «Хаддерсфилд Таун», по пенальти. Он привёл «Брэдфорд» на 18-е место в Лиге Два, которое спасало от вылета, он тогда заявил, что хотел бы получить продвигающий толчок на следующий сезон.
11 декабря 2012 года «Брэдфорд» Паркинсона вышел в полуфинал Кубка Футбольной лиги 2012/13 после исторической победы над клубом Премьер-лиги, «Арсеналом».
Паркинсон затем привёл «Брэдфорд» к другой исторической победе в первом матче полуфинала Кубка лиги, обыграв клуб из Премьер-лиги, «Астон Виллу», со счётом 3:1 перед 22245 болельщиками. Ответную игру «Астон Вилла» выиграла со счётом 2:1, что позволило «Брэдфорду» впервые в истории клуба выйти в финал Кубка лиги. В финале «Брэдфорд» был разгромлен со счётом 5:0 «Суонси Сити». После матча Паркинсон подверг критике рефери Кевина Френда за удаление вратаря Мэтта Дьюка, в результате был назначен пенальти, сам Паркинсон назвал матч «суровым».

За свою роль в выходе «Брэдфорд Сити» в финал Кубка лиги Паркинсон получил награду «За выдающиеся тренерские достижения». Он заявил: 
Для меня очень большая честь получить эту награду, на ней написано моё имя, но это командная награда — не только команды, которая играла на поле, а всей команды как таковой.
 За один матч до конца сезона «Брэдфорд Сити» квалифицировался в плей-офф за повышение. После победы в двухматчевом противостоянии над «Бертон Альбион» и триумфа над «Нортгемптон Таун» со счётом 3:0 «Брэдфорд Сити» был повышен в Первую лигу. После второго матча Паркинсон отметил, что комфортное преимущество перед соперником в первом тайме было вне его самых смелых мечт. Вскоре после этого Паркинсон подписал новый трёхлетний контракт с клубом, его ассистенты: Стив Паркин и Ник Элламби.
24 января 2015 года «Брэдфорд» Паркинсона в четвёртом раунде Кубка Англии победил «Челси» со счётом 4:2. Причём после первого матча «Брэдфорд» проигрывал 2:0, но неожиданно отыгрался, Робби Фаулер назвал это «величайшим разочарованием Кубка Англии всех времён». После победы на «Стэмфорд Бридж» болельщики «Брэдфорд Сити» стали назвать Паркинсона «настоящий особенный». «Брэдфорд» остаётся единственной командой, которой удавалось отыграть поражение 2:0 на «Стэмфорд Бридж». После матча Жозе Моуринью вошёл в раздевалку «Брэдфорда» и пожал руку каждого игрока в знак уважения.
После победы над «Челси» 15 февраля 2015 года в четвертьфинале кубке «Брэдфорд» обыграл у себя дома «Сандерленд».
10 июня 2016 года Паркинсон покинул «Брэдфорд», чтобы присоединиться к «Болтон Уондерерс», который вылетел в Первую лигу. Таким образом он провёл с «Брэдфордом» 4 года 286 дней.

### «Болтон Уондерерс»
10 июня 2016 года Паркинсон и его помощник Стив Паркин подписали двухлетние контракты с клубом Первой лиги «Болтон», Паркинсон сменил на посту Нила Леннона. Первый месяц «Болтон» Паркинсона не потерпел ни одного поражения, клуб возглавил турнирную таблицу и выиграл премию «Тренер месяца» Первой лиги. Это был лучший старт «Болтона» в сезоне за 82 года. После неудачной игры в сентябре Паркинсон снова стал тренером месяца в октябре, второй раз получив награду за первые три месяца сезона. Паркинсон выиграл награду в третий раз в сезоне в марте 2017 года, а «Болтон» вёл борьбу за повышение.
«Болтон» завершил сезон победой со счётом 3:0 над «Питерборо Юнайтед», этого было достаточно, чтобы завоевать повышение в Чемпионшип со второго места. «Болтон» набрал 86 очков, на четыре очка опередив бронзового призёра «Сканторп Юнайтед». Клуб получил повышение, несмотря на запрет осуществлять трансферы. Команда приглашала свободных агентов и подписывала краткосрочные аренды, оставаясь при этом в рамках наложенного ограничения по заработной плате.
В Чемпионшипе «Болтон» одержал свою первую победу в сезоне лишь в середине октября, обыграв «Шеффилд Уэнсдей», клуб находился в нижней части таблицы всего с пятью очками в 12 играх. «Болтон» удалось покинуть зону вылета в Новый год после победы над «Халл Сити». По итогам сезона клуб занял третье место с конца и избежал понижения в классе.
Паркинсон покинул «Болтон» 21 августа 2019 года.

### «Сандерленд»
17 октября 2019 года Паркинсон был назначен тренером «Сандерленда», подписав контракт на два с половиной года. Он покинул клуб 29 ноября 2020 года.

### «Рексем»
1 июля 2021 года был назначен главным тренером клуба «Рексем» из Национальной лиги, подписав однолетний контракт. В марте 2022 года Паркинсон был признан тренером месяца в Национальной лиге, за месяц команда одержала четыре победы и ничью. Также в полуфинале Трофея Футбольной ассоциации «Рексем» победил лидера лиги «Стокпорт Каунти» со счётом 2:0 и завоевал место в финале, где сошёлся с «Бромли». В финале команда Паркинсона уступила с минимальным счётом. Но уже в сезоне 2022/23 Паркинсон с первого места вывел "Рексем" в дивизион выше.

## Статистика тренера
| Команда           | С               | До              | Результат | Результат | Результат | Результат | Результат | Прим.         |
| Команда           | С               | До              | И         | В         | Н         | П         | Поб,%     | Прим.         |
| ----------------- | --------------- | --------------- | --------- | --------- | --------- | --------- | --------- | ------------- |
| Колчестер Юнайтед | 25 февраля 2003 | 14 июня 2006    | 187       | 79        | 54        | 54        | 042,25    | [ 45 ]        |
| Халл Сити         | 29 июня 2006    | 4 декабря 2006  | 24        | 5         | 6         | 13        | 020,83    | [ 45 ]        |
| Чарльтон Атлетик  | 22 ноября 2008  | 4 января 2011   | 114       | 44        | 37        | 33        | 038,60    | [ 45 ] [ 46 ] |
| Брэдфорд Сити     | 28 августа 2011 | 10 июня 2016    | 274       | 101       | 86        | 87        | 036,86    | [ 45 ] [ 47 ] |
| Болтон Уондерерс  | 10 июня 2016    | 21 августа 2019 | 157       | 49        | 34        | 74        | 031,21    | [ 45 ]        |
| Сандерленд        | 17 октября 2019 | 29 ноября 2020  | 48        | 19        | 15        | 14        | 039,58    | [ 45 ]        |
| Рексем            | 1 июля 2021     | н. в.           | 57        | 35        | 11        | 11        | 061,40    |               |
| Итог              | Итог            | Итог            | 858       | 329       | 243       | 286       | 038,34    |               |

## Достижения

### Как игрок
«Рединг»
- 1997/98, 1998/99: Игрок года «Рединг»
- 2001/02: Второй дивизион — чемпион

### Как тренер
«Колчестер Юнайтед»
- 2005/06: Первая лига — финалист

«Брэдфорд Сити»
- 2012/13: Вторая лига — победитель плей-офф
- 2013: Кубок лиги — финалист

«Болтон Уондерерс»
- 2016/17: Первая лига — финалист

«Рексем»
- 2022/23: Национальная лига — чемпион
- 2022: Трофей ФА — финалист